# Too Little, Too Late/Paris 75001
Too Little, Too Late/Paris 75001 is de derde aflevering van het derde seizoen van het tienerdrama Beverly Hills, 90210, die voor het eerst werd uitgezonden op 29 juli 1992.

## Verhaal
Brandon wordt jaloers op Jay, de nieuwe vriend van Andrea en zoent haar. Andrea wordt boos op hem en vertelt hem dat hij zijn kans gehad heeft. Later maken ze het goed met elkaar. Kelly krijgt ondertussen een erg hechte band, nadat ze verdrietig is door haar breuk met Jake. Ondertussen arriveren Brenda en Donna in Parijs en proberen zich staande te houden in de stad waar ze niemand kennen.

## Rolverdeling
- Jason Priestley - Brandon Walsh
- Shannen Doherty - Brenda Walsh
- Jennie Garth - Kelly Taylor
- Ian Ziering - Steve Sanders
- Gabrielle Carteris - Andrea Zuckerman
- Luke Perry - Dylan McKay
- Brian Austin Green - David Silver
- Tori Spelling - Donna Martin
- James Pickens jr. - Henry Thomas
- Peter Krause - Jay Thurman
- Darrell Thomas Utley - Cameron Shaw
- Meg Wittner - Ellen Shaw
- Josh Taylor - Jack McKay
- Krista Errickson - Maggie
- Randy Spelling - Kenny